# Algarve-Cup 2012
Der Algarve-Cup 2012 war die 19. Ausspielung des seit 1994 alljährlich ausgetragenen und nach dem Olympiaturnier der Frauen, der WM und EM wichtigsten Frauenfußballturniers für Nationalmannschaften und fand vom 29. Februar bis zum 7. März wie gehabt an verschiedenen Spielorten der Algarve, der südlichsten Region Portugals statt.
Ungarn nahm erstmals am Turnier teil.
Deutschland gewann zum zweiten Mal nach 2006 den Wettbewerb mit einem 4:3 gegen den amtierenden Weltmeister Japan.
Spielorte waren das Estádio Municipal in Parchal, das Estádio Municipal in Lagos, das Estádio Dr. F. Vieira in Silves, das Estádio Municipal in Vila Real, der Parque Desportivo da Nora in Ferreiras, das Estádio Municipal in Loulé, das Estádio Municipal in Quarteira und das Estádio Algarve in Faro.

## Modus
An dem Turnier nahmen zwölf Nationalmannschaften teil. Die acht am höchsten eingeschätzten Mannschaften bildeten die Gruppen A und B, die vier schwächeren Mannschaften die Gruppe C. Zuerst spielten die Teams in ihrer Gruppe jeder gegen jeden um die Platzierung. Dabei war zunächst die beste Punktzahl, dann der direkte Vergleich und erst danach die Tordifferenz für die Platzierung entscheidend. Danach wurde wie folgt verfahren:
- Spiel um Platz 11: Die dritt- und viertplatzierte Mannschaft der Gruppe C.
- Spiel um Platz 9: Die zweitplatzierte Mannschaft der Gruppe C gegen die schlechtere viertplatzierte Mannschaft der Gruppen A oder B.
- Spiel um Platz 7: Sieger der Gruppe C gegen die bessere viertplatzierte Mannschaft der Gruppen A oder B.
- Spiel um Platz 5: Die drittplatzierten Mannschaften der Gruppen A und B.
- Spiel um Platz 3: Die zweitplatzierten Mannschaften der Gruppen A und B.
- Endspiel: Die Sieger der Gruppen A und B spielen um den Turniersieg.

Stand es nach der regulären Spielzeit der Platzierungsspiele unentschieden, folgte keine Verlängerung, sondern direkt im Anschluss ein Elfmeterschießen.
Da die FIFA die Spiele als "Freundschaftsspiele" einstufte, durfte jede Mannschaft pro Spiel sechs Auswechslungen vornehmen.

## Das Turnier

### Gruppenphase
Gruppe A
| Pl. | Land        | Sp. | S | U | N | Tore    | Diff. | Punkte |
| --- | ----------- | --- | - | - | - | ------- | ----- | ------ |
| 1.  | Deutschland | 3   | 3 | 0 | 0 | 006:000 | +6    | 09     |
| 2.  | Schweden    | 3   | 2 | 0 | 1 | 005:500 | ±0    | 06     |
| 3.  | Island      | 3   | 1 | 0 | 2 | 002:500 | −3    | 03     |
| 4.  | China       | 3   | 0 | 0 | 3 | 000:300 | −3    | 0      |

|                                           |   |             |     |
| 29. Februar in Lagos                      |   |             |     |
| Deutschland                               | – | Island      | 1:0 |
| 29. Februar in Vila Real de Santo António |   |             |     |
| Schweden                                  | – | China       | 1:0 |
| 2. März in Ferreiras                      |   |             |     |
| Island                                    | – | Schweden    | 1:4 |
| 2. März in Vila Real de Santo António     |   |             |     |
| Deutschland                               | – | China       | 1:0 |
| 5. März in Parchal                        |   |             |     |
| Schweden                                  | – | Deutschland | 0:4 |
| 5. März in Lagos                          |   |             |     |
| China                                     | – | Island      | 0:1 |

Gruppe B
| Pl. | Land     | Sp. | S | U | N | Tore    | Diff. | Punkte |
| --- | -------- | --- | - | - | - | ------- | ----- | ------ |
| 1.  | Japan    | 3   | 3 | 0 | 0 | 005:100 | +4    | 09     |
| 2.  | USA      | 3   | 2 | 0 | 1 | 007:200 | +5    | 06     |
| 3.  | Dänemark | 3   | 1 | 0 | 2 | 001:700 | −6    | 03     |
| 4.  | Norwegen | 3   | 0 | 0 | 3 | 002:500 | −3    | 0      |

|                        |   |          |     |
| 29. Februar in Parchal |   |          |     |
| Japan                  | – | Norwegen | 2:1 |
| 29. Februar in Lagos   |   |          |     |
| USA                    | – | Dänemark | 5:0 |
| 2. März in Parchal     |   |          |     |
| Dänemark               | – | Japan    | 0:2 |
| 2. März in Lagos       |   |          |     |
| USA                    | – | Norwegen | 2:1 |
| 5. März in Ferreiras   |   |          |     |
| Norwegen               | – | Dänemark | 0:1 |
| 5. März in Faro        |   |          |     |
| Japan                  | – | USA      | 1:0 |

Gruppe C
| Pl. | Land     | Sp. | S | U | N | Tore    | Diff. | Punkte |
| --- | -------- | --- | - | - | - | ------- | ----- | ------ |
| 1.  | Wales    | 3   | 2 | 1 | 0 | 003:100 | +2    | 07     |
| 2.  | Portugal | 3   | 2 | 0 | 1 | 006:200 | +4    | 06     |
| 3.  | Ungarn   | 3   | 1 | 0 | 2 | 002:600 | −4    | 03     |
| 4.  | Irland   | 3   | 0 | 1 | 2 | 001:300 | −2    | 01     |

|                                       |   |        |     |
| 29. Februar in Silves                 |   |        |     |
| Irland                                | – | Ungarn | 0:1 |
| 29. Februar in Parchal                |   |        |     |
| Portugal                              | – | Wales  | 0:1 |
| 2. März in Parchal                    |   |        |     |
| Portugal                              | – | Ungarn | 4:0 |
| 2. März in Ferreiras                  |   |        |     |
| Wales                                 | – | Irland | 0:0 |
| 5. März in Vila Real de Santo António |   |        |     |
| Ungarn                                | – | Wales  | 1:2 |
| 5. März in Faro                       |   |        |     |
| Portugal                              | – | Irland | 2:1 |

### Platzierungsspiele
Alle Spiele fanden am 7. März 2012 statt.
Spiel um Platz 11
|              |   |        |     |
| in Quarteira |   |        |     |
| Ungarn       | – | Irland | 1:2 |

Spiel um Platz 9
|          |   |       |     |
| in Faro  |   |       |     |
| Portugal | – | China | 0:1 |

Spiel um Platz 7
|          |   |          |     |
| in Loulé |   |          |     |
| Wales    | – | Norwegen | 0:3 |

Spiel um Platz 5
|              |   |          |     |
| in Ferreiras |   |          |     |
| Island       | – | Dänemark | 1:3 |

Spiel um Platz 3
|            |   |     |     |
| in Parchal |   |     |     |
| Schweden   | – | USA | 0:4 |

### Finale
| Deutschland                                  | Deutschland | Japan | Japan |
| -------------------------------------------- | --- | --- | ----- |
| Deutschland                                  | \| 7. März 2012 in Faro/Loulé (Estádio Algarve) \| \| Ergebnis: 4:3 (2:1) \| \| Zuschauer: 500 \| \| Schiedsrichterin: Margaret Domka ( USA) \| \| Spielbericht \| | \| 7. März 2012 in Faro/Loulé (Estádio Algarve) \| \| Ergebnis: 4:3 (2:1) \| \| Zuschauer: 500 \| \| Schiedsrichterin: Margaret Domka ( USA) \| \| Spielbericht \| | Japan |
| Deutschland                                  | Almuth Schult • Bianca Schmidt, Annike Krahn, Josephine Henning, Babett Peter • Viola Odebrecht, Lena Goeßling (56. Saskia Bartusiak) • Anja Mittag (63. Svenja Huth), Dzsenifer Marozsán (46. Alexandra Popp), Melanie Behringer • Célia Okoyino da Mbabi Cheftrainerin: Silvia Neid | Ayumi Kaihori • Saori Ariyoshi, Azusa Iwashimizu (46. Saki Kumagai), Rumi Utsugi, Aya Sameshima (46. Yukari Kinga) • Mizuho Sakaguchi, Aya Miyama • Shinobu Ōno, Kozue Andō (46. Asuna Tanaka, 90. Megumi Takase), Nahomi Kawasumi • Yūki Nagasato Cheftrainer: Norio Sasaki | Japan |
| Deutschland                                  | 1:0 Dzsenifer Marozsán (20.) 2:0 Célia Okoyino da Mbabi (22.) 3:2 Célia Okoyino da Mbabi (88., FE) 4:3 Célia Okoyino da Mbabi (90.) | 2:1 Nahomi Kawasumi (35.) 2:2 Tanaka (50.) 3:3 Yūki Nagasato (90.) | Japan |
| Deutschland                                  | Célia Okoyino da Mbabi erzielt als erste Spielerin 3 Tore gegen einen amtierenden Weltmeister | | Japan |
| 7. März 2012 in Faro/Loulé (Estádio Algarve) | | |       |
| Ergebnis: 4:3 (2:1)                          | | |       |
| Zuschauer: 500                               | | |       |
| Schiedsrichterin: Margaret Domka ( USA)      | | |       |
| Spielbericht                                 | | |       |

## Schiedsrichterinnen
- Salomé di Iorio
- Qin Liang
- Irazema Aguilera
- Carina Vitulano
- Nami Sato
- Lucila Venegas
- Morag Pirie
- Pernilla Larsson
- Abirami Apbai Naidu
- Aissata Amegee
- Jana Adámková
- Katalin Kulcsár
- Margaret Domka

## Torschützinnen
| Rang | Spielerin                 | Tore |
| ---- | ------------------------- | ---- |
| 1    | Célia Okoyino da Mbabi    | 6    |
| 2    | Alex Morgan               | 5    |
| 3    | Ana Borges                | 3    |
|      | Antonia Göransson         | 3    |
|      | Cecilie Pedersen          | 3    |
|      | Abby Wambach              | 3    |
| 7    | Nahomi Kawasumi           | 2    |
|      | Yūki Nagasato             | 2    |
|      | Helen Lander              | 2    |
|      | Sydney Leroux             | 2    |
|      | Johanna Rasmussen         | 2    |
|      | Sanne Troelsgaard Nielsen | 2    |

| Rang | Spielerin               | Tore |
| ---- | ----------------------- | ---- |
| 13   | Melanie Behringer       | 1    |
|      | Dzsenifer Marozsán      | 1    |
|      | Anja Mittag             | 1    |
|      | Alexandra Popp          | 1    |
|      | Ma Xiaoxu               | 1    |
|      | Yuika Sugasawa          | 1    |
|      | Megumi Takase           | 1    |
|      | Asuna Tanaka            | 1    |
|      | Shinobu Ōno             | 1    |
|      | Fanndís Friðriksdóttir  | 1    |
|      | Hólmfríður Magnúsdóttir | 1    |
|      | Dóra María Lárusdóttir  | 1    |
|      | Carli Lloyd             | 1    |

| Rang | Spielerin          | Tore |
| ---- | ------------------ | ---- |
| 13   | Carla Couto        | 1    |
|      | Carolina Mendes    | 1    |
|      | Andrea Rodrigues   | 1    |
|      | Isabell Herlovsen  | 1    |
|      | Elise Thorsnes     | 1    |
|      | Lotta Schelin      | 1    |
|      | Jessica Landström  | 1    |
|      | Aine O’Gorman      | 1    |
|      | Louise Quinn       | 1    |
|      | Julie-Ann Russell* | 1    |
|      | Lilla Sipos        | 1    |
|      | Szabina Tálosi     | 1    |
|      | Fanny Vágó         | 1    |
|      | Angharad James     | 1    |

- = 1. Länderspieltor der Spielerin

## Auszeichnungen
- Beste Spielerin: Aya Miyama (Japan)
- Fairste Mannschaft: Schweden